# Friedrich Kottler
Pour les articles homonymes, voir Kotler.
Friedrich Kottler (10 décembre 1886 à Vienne - 11 mai 1965 à Rochester, État de New York, États-Unis) est un physicien théorique autrichien. Il a publié plusieurs articles sur la relativité restreinte et la relativité générale.

## Biographie
Après des études universitaires en physique, il devient privatdozent. En 1923, il obtient un poste de professeur à l'université de Vienne.
En 1938, après l'anschluss, il perd son poste de professeur à la suite de l'application des lois antisémites en Autriche. Aidé d'Albert Einstein et de Wolfgang Pauli, il émigre aux États-Unis, quittant sa ville natale de Vienne. Il s'établit à Rochester dans l'État de New York, où il travaille au Eastman Kodak Research Laboratory,.
Kottler a surtout publié sur l'optique et la relativité restreinte. En 1912, il a publié une formulation covariante générale de l'électrodynamique en appliquant la théorie du calcul tensoriel (calcul différentiel absolu). Sa formulation est aussi valide dans le cadre de la relativité générale d'Albert Einstein, même si elle n'est pas encore formulée en 1912. En lien avec ces articles, Kottler a travaillé à la description des accélérations et des rotations dans un référentiel relativiste. En 1918, Kottler publie son interprétation de la relativité générale. En 1922, il publie l'article Gravitation und Relativitätstheorie dans le tome 6 de l'Enzyklopädie der mathematischen Wissenschaften de Felix Klein.
Il est mort à Rochester, État de New York en 1965.

## Publications
- 1912 : Über die Raumzeitlinien der Minkowski'schen Welt, Wiener Sitzungsberichte 2a, 121, p. 1659-1759
- 1914 : Relativitätsprinzip und beschleunigte Bewegung, Annalen der Physik, 349 (13), p. 701-748
- 1914 : Fallende Bezugssysteme vom Standpunkte des Relativitätsprinzips, Annalen der Physik, 349 (13), p. 701-748
- 1916 : Beschleunigungsrelative Bewegungen und die konforme Gruppe der Minkowski'schen Welt, Wiener Sitzungsberichte 2a, 125, p. 899-919
- 1916 : Über Einsteins Äquivalenzhypothese und die Gravitation, Annalen der Physik 355 (16), p. 955-972
- 1918 : Über die physikalischen Grundlagen der Einsteinschen Relativitätstheorie, Annalen der Physik, 4. Folge, Bd. 60, p. 401-461
- 1921 : Rotierende Bezugssysteme in einer Minkowskischen Welt, Physikalische Zeitschrift 22, p. 274-280 et 480-484
- 1922 : Gravitation und Relativitätstheorie, Encyklopädie der mathematischen Wissenschaften mit Einschluss ihrer Anwendungen, 6.2.2, p. 159-237
- 1924 : Considérations de critique historique sur la théorie de la relativité. Partie 1: De Fresnel à Lorentz, Scientia, 36, p. 231-242
- 1924 : Considérations de critique historique sur la théorie de la relativité. Partie 2: Henri Poincaré et Albert Einstein, Scientia, 36, p. 301-316